# M3 (Maschinenpistole)
Die Maschinenpistole M3 war eine US-amerikanische Infanteriewaffe des Zweiten Weltkrieges. Der deutschstämmige Konstrukteur George Hyde entwickelte den Rückstoßlader bei der Guide Lamp Division von General Motors im Dezember 1942, um die teuer und kompliziert herzustellende Thompson-MP zu ersetzen. Wie jene verschoss sie Patronen des Kalibers .45 ACP.
Die Waffe war bei den US-Soldaten aufgrund ihrer Instabilität beim Schießen sehr unbeliebt. Die nur grob verarbeiteten Gehäuseteile vermittelten zudem einen billigen Eindruck. Wegen ihrer Ähnlichkeit mit einer Fettpresse erhielt die M3 den Spitznamen Grease gun oder auch Cake Decorator (Tortenspritze).

## Einsatz

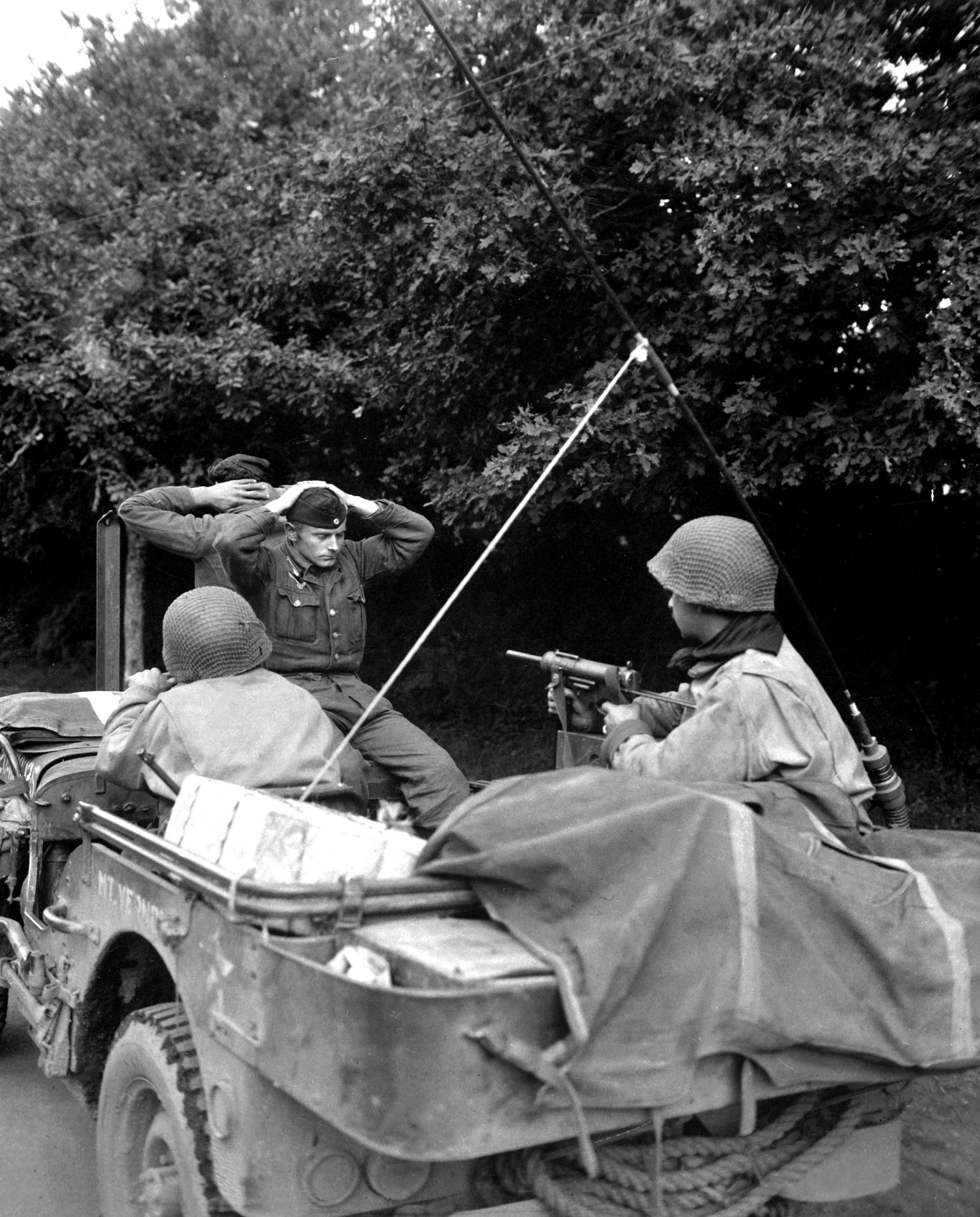
Zwei deutsche Gefangene werden mit einer M3 in Schach gehalten

Die M3 war nur für Dauerfeuer ausgelegt. Ihr Magazin fasste 30 Patronen. Die Kadenz lag bei 350 bis 450 Schuss in der Minute und war damit vergleichsweise gering. Deshalb war es möglich, bei einer nur kurzen Betätigung des Abzuges auch Einzelschüsse abzugeben.
Bei bereits gespanntem Verschluss musste man zuerst den Staubschutzdeckel öffnen, der das Auswurffenster verschloss. Der Deckel diente als Sicherung des Abzugs. Die Waffe war mit Schulterstütze 74,5 cm und ohne 57 cm lang. Es gab wenige Modelle mit Schalldämpfer für Spezialeinheiten und Widerstandskämpfer, welche auch noch im Vietnamkrieg, z. B. als RON(Remain over Night)-Waffe eingesetzt wurde. Alle Modelle verfügten über einen Pistolengriff und eine nach vorne einschiebbare Draht-Schulterstütze, die man ausgebaut zum leichteren Herausschrauben des Laufes verwenden konnte. Später wurde noch eine Mündungsbremse in der M3 und M3A1 eingebaut.
Die M3 wurde im Zweiten Weltkrieg von den US-Streitkräften vorwiegend in Europa, die spätere M3A1 in geringen Zahlen auch im Pazifikkrieg, im Koreakrieg und im Vietnamkrieg eingesetzt. Insgesamt wurden 679.200 Stück hergestellt, davon 640.000 M3. Im Falklandkrieg 1982 wurde die M3A1 von den Streitkräften Argentiniens verwendet.
Die M3 und die M3A1 wurden bis 1990 von Panzerdivisionen der US-amerikanischen Nationalgarde und der US-Army aufgrund ihrer handlichen Größe benutzt. Sie kam noch bis 1995 bei US-Einheiten in Bergepanzern des Typs M88 Hercules zum Einsatz.

## Unterschiede
Die M3 verfügte über einen Spannhebel an der rechten Gehäuseseite, mit dem die Waffe gespannt und gleichzeitig automatisch der Staubschutzdeckel geöffnet wurde, der damit den Patronenhülsenauswurf freigab. Bei gespannter Waffe diente der Staubschutzdeckel auch als Sicherung, da der zuschießende Masseverschluss bei geschlossener Klappe nicht nach vorn schnellen konnte, bei entspannter Waffe war der dann vorne befindliche Verschluss blockiert, sodass es auch bei starker Erschütterung zu keinem ungewollten Ladevorgang kommen konnte.
Die M3A1 wurde stark vereinfacht, der Spannhebel entfiel. Um die Waffe zu spannen, musste der nun vergrößerte Staubschutzdeckel per Hand geöffnet werden und der Verschluss mit dem Finger in die hinterste Position gezogen werden. Dazu befand sich ganz vorne im Verschluss eine Fingermulde. In die Schulterstütze wurde eine simple Magazinnachladehilfe fest eingebaut, der bei der M3 links am Gehäuse angebrachte kleine Behälter mit Waffenöl wanderte in das Griffstück, in das er von unten eingeschraubt wurde. Das Lochgrinsel wurde wesentlich stabiler ausgeführt und stärker mit dem Gehäuse verschweißt.

## Nachbauten
Die M3/M3A1 wurde aufgrund der sehr einfachen Bauweise in China als Modell 36 unverändert nachgebaut.

## Varianten

### M3
Die M3 wurde entwickelt, um eine kostengünstigere Maschinenpistole als die bereits vorhandenen, wie beispielsweise die Thompson, herzustellen. Die Thompson war zwar zuverlässig, aber doppelt so teuer und zeitaufwändig zu produzieren. Die deutsche MP 40 diente als Vorlage und beide ähneln sich in vielen Punkten. Die M3 wurde aus gestanzten Metallteilen hergestellt. Diverse Mängel, insbesondere die nicht immer zuverlässige Munitionszufuhr, veranlassten die Hersteller, die M3 zur M3A1 weiterzuentwickeln.

### M3A1
Die M3A1 wurde 1944 entwickelt. Sie hatte ein größeres Patronenlager und konnte nun auch auf das Kaliber 9 × 19 mm umgerüstet werden, indem man Lauf und Verschluss auswechselte. Nach dem Zweiten Weltkrieg wurde ein gebogener Schlagbolzen in die M3A1 integriert.